# Partido Progresista Serbio
El Partido Progresista Serbio (SNS, en serbio: Srpska napredna Stranka, cirílico serbio: Српска напредна странка), es un partido político de Serbia que es el partido gobernante desde 2012. Ideológicamente, el partido se define como proeuropeo de centro-derecha conservadora. Sus críticos y ciertos medios de comunicación lo califican también como nacionalista.
Fundado por Tomislav Nikolić y Aleksandar Vučić en 2008 como una escisión del Partido Radical Serbio, el SNS sirvió en la oposición al Partido Democrático hasta 2012. El SNS ganó protagonismo y se convirtió en el mayor partido de la oposición debido a su plataforma anticorrupción y a las protestas de 2011 en las que exigieron elecciones anticipadas. En 2012, Nikolić fue elegido presidente de Serbia y sucedido por Vučić como presidente del SNS. También se formó un gobierno de coalición liderado por el SNS y el Partido Socialista de Serbia (SPS). Vučić fue nombrado primer ministro en 2014, mientras que el SNS se convirtió en el partido más grande en Belgrado y Voivodina en 2014 y 2016, respectivamente.
El SNS eligió a Vučić como su candidato presidencial para las elecciones de 2017, que finalmente ganó. Se organizaron protestas masivas tras su elección, mientras que Ana Brnabić, una independiente que más tarde se unió al SNS, le sucedió como primera ministra. Posteriormente, el SNS se enfrentó a protestas entre 2018 y 2020 y obtuvo una supermayoría de escaños en la Asamblea Nacional de Serbia tras las elecciones de 2020, que fueron boicoteadas por la mayoría de los partidos de la oposición. La Alianza Patriótica Serbia se fusionó con el SNS en 2021, mientras que en 2021 y 2022 también se organizaron protestas medioambientales. Vučić fue reelegido presidente en 2022, mientras que SNS ha seguido liderando el gobierno con SPS. Un año más tarde, Vučić fue sucedido por Vučević como presidente de SNS.
Entre sus más importantes logros destacan el triunfo de Aleksandar Vučić en las elecciones parlamentarias de 2014, que fue proclamado primer ministro del país. Tomislav Nikolić, el exlíder del partido, triunfó en las elecciones presidenciales de 2012.

## Historia

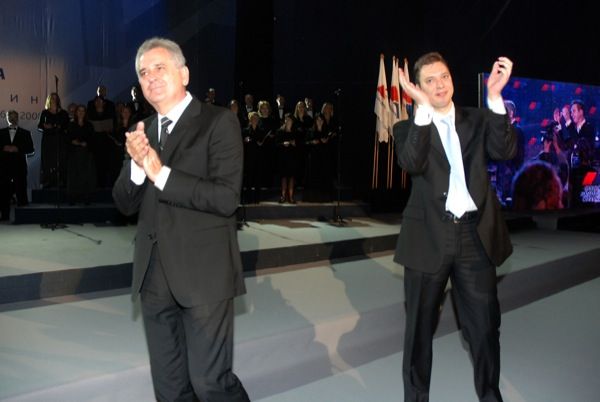
Tomislav Nikolić y Aleksandar Vučić durante el congreso de fundación del partido, el 21 de octubre de 2008.

El Partido Progresista Serbio (SNS), se formó cuando un grupo de 21 diputados liderados por Tomislav Nikolić, del Partido Radical Serbio (SRS), desencantados con la dirección de este partido, lo abandonaron y formaron el grupo parlamentario Napred, Srbijo (Adelante, Serbia). El SNS fue fundado y celebró su primer congreso el 21 de octubre de 2008.
De los 78 representantes del Partido Radical Serbio electos en las elecciones parlamentarias de 2008, 21 de ellos se trasladaron a la nueva formación, mientras que 57 se mantuvieron en el SRS.
En 2011, el SNS formó una coalición con Nueva Serbia, el Movimiento Fuerza de Serbia y el Movimiento Socialista para participar en las elecciones de 2012.
En las elecciones parlamentarias de 2012, el partido lideró la coalición Pokrenimo Srbiju (Pongamos a Serbia en marcha) y obtuvo 55 escaños de un total de 73 ganados por la coalición en la Asamblea Nacional de Serbia.
El entonces líder del partido, Tomislav Nikolić derrotó a Boris Tadić, del Partido Demócrata en la segunda vuelta de las elecciones presidenciales de 2012.
Nikolić renunció al liderazgo del partido el 24 de mayo de 2012, a continuación de su elección como presidente de Serbia. Aleksandar Vucić asume el liderazgo del partido en adelante.
En las elecciones de 2014, la coalición liderada por el SNS obtiene el 48,35% de los votos, otorgándole al partido 128 escaños, el segundo mayor número de asientos obtenido en toda su historia, y nombrando a Vučić como primer ministro.
Entre 2012 y 2016, el SNS empieza a perder popularidad de forma lenta pero gradual, es por ello que para las elecciones de 2016 amplía su coalición, conglomerando a 9 grupos políticos en total, incluyéndolo. En éstas obtiene el 48,25% del voto popular, obteniendo 131 escaños en total, 96 de los cuales pasan a su control directo. Resultado de esto, Vučić extiende su mandato hasta, al menos, el 2020. En las elecciones celebradas el 21 de junio de 2020 la coalición lideradan por el SNS ha obtenido 188 escaños en el Parlamento del total de 250, el 63,02 por ciento de los votos lo que le permitía formar Gobierno en solitario.

## Afiliación internacional
El Partido Progresista Serbio mantiene una cooperación especial con el Partido de la Libertad de Austria y con Rusia Unida, y aspira a ingresar en el Partido Popular Europeo.

## Líderes
| # | Nombre (Nacimiento-muerte) | Nombre (Nacimiento-muerte) | Inicio del período       | Término del período |
| - | -------------------------- | -------------------------- | ------------------------ | ------------------- |
| 1 | Tomislav Nikolić (1952-)   |                            | 21 de octubre de 2008    | 24 de mayo de 2012  |
| 2 | Aleksandar Vučić (1970-)   |                            | 29 de septiembre de 2012 | En el cargo         |

## Resultados electorales

### Elecciones parlamentarias
| Elecciones | Cabeza de lista  | # de votos | %      | Escaños | Estatus   | Notas               |
| ---------- | ---------------- | ---------- | ------ | ------- | --------- | ------------------- |
| 2008       | Tomislav Nikolić | -          | -      | 21/250  | Oposición | Separación del SRS. |
| 2012       | Tomislav Nikolić | 940.659    | 24,05% | 55/250  | Gobierno  |                     |
| 2014       | Aleksandar Vučić | 1.736.920  | 48,35% | 131/250 | Gobierno  |                     |
| 2016       | Aleksandar Vučić | 1.823.147  | 48,25% | 96/250  | Gobierno  |                     |
| 2020       | Aleksandar Vučić | 1.953.998  | 63,02% | 188/250 | Gobierno  |                     |
| 2022       | Aleksandar Vučić | 1.635.100  | 44,28% | 120/250 | Gobierno  |                     |
| 2023       | Miloš Vučević    | 1.707.408  | 48,02% | 128/250 | Gobierno  |                     |

### Elecciones presidenciales
| Año  | Candidato        | Primera vuelta | Primera vuelta | Segunda vuelta | Segunda vuelta |
| Año  | Candidato        | Votos          | %              | Votos          | %              |
| ---- | ---------------- | -------------- | -------------- | -------------- | -------------- |
| 2012 | Tomislav Nikolić | 979 216        | 25,05 (2.º)    | 1 552 063      | 51,16 (1.º)    |
| 2017 | Tomislav Nikolić | 2.012.788      | 55,06 (1.º)    | -              | -              |
| 2022 | Aleksandar Vučić | 2.205.162      | 58,55 (1.º)    | -              | -              |